# Mistrzostwa Europy Juniorów w Piłce Siatkowej 2012
Mistrzostwa Europy Juniorów w Piłce Siatkowej 2012 zostały rozegrane w Polsce i Danii w dniach od 24 sierpnia do 2 września 2012 roku. Turniej wygrała reprezentacja Włoch. Drużyny rywalizowały w Gdańsku i Randers. Wzięło w nich udział 12 drużyn podzielonych na dwie grupy.

## Faza grupowa

### Grupa I

#### Tabela
| Lp. | Drużyna   | Pkt | Mecze | Mecze | Mecze | Sety | Sety | Sety  | Małe punkty | Małe punkty | Małe punkty |
| Lp. | Drużyna   | Pkt | M     | W     | P     | wyg. | prz. | ratio | zdob.       | str.        | ratio       |
| --- | --------- | --- | ----- | ----- | ----- | ---- | ---- | ----- | ----------- | ----------- | ----------- |
| 1   | Włochy    | 12  | 5     | 4 (1) | 1 (1) | 14   | 5    | 2.800 | 437         | 386         | 1.132       |
| 2   | Belgia    | 11  | 5     | 4 (1) | 1 (0) | 12   | 5    | 2.400 | 392         | 360         | 1.089       |
| 3   | Polska    | 10  | 5     | 3 (1) | 2 (2) | 13   | 9    | 1.444 | 483         | 454         | 1.064       |
| 4   | Rosja     | 8   | 5     | 3 (1) | 2 (0) | 9    | 8    | 1.125 | 382         | 376         | 1.016       |
| 5   | Serbia    | 3   | 5     | 1 (0) | 4 (0) | 3    | 13   | 0.231 | 324         | 382         | 0.848       |
| 6   | Finlandia | 1   | 5     | 0 (0) | 5 (1) | 4    | 15   | 0.267 | 394         | 454         | 0.868       |

     awans do półfinału
     mecze o miejsca 5-8

#### Wyniki
1 dzień
| Data  | Godz. | Drużyna 1 | Wynik | Drużyna 2 | 1     | 2     | 3     | 4     | 5 | Widzów | * |
| ----- | ----- | --------- | ----- | --------- | ----- | ----- | ----- | ----- | - | ------ | - |
| 25.08 | 15:30 | Serbia    | 0:3   | Belgia    | 20:25 | 21:25 | 19:25 |       |   | 80     | 1 |
| 25.08 | 18:00 | Rosja     | 0:3   | Włochy    | 21:25 | 18:25 | 21:25 |       |   | 180    | 2 |
| 25.08 | 20:30 | Finlandia | 1:3   | Polska    | 25:23 | 20:25 | 20:25 | 21:25 |   | 740    | 3 |

2 dzień
| Data  | Godz. | Drużyna 1 | Wynik | Drużyna 2 | 1     | 2     | 3     | 4     | 5     | Widzów | * |
| ----- | ----- | --------- | ----- | --------- | ----- | ----- | ----- | ----- | ----- | ------ | - |
| 26.08 | 15:30 | Serbia    | 0:3   | Rosja     | 23:25 | 25:27 | 17:25 |       |       | 100    | 4 |
| 26.08 | 18:00 | Włochy    | 3:2   | Finlandia | 19:25 | 33:35 | 25:23 | 25:18 | 15:12 | 210    | 5 |
| 26.08 | 20:30 | Belgia    | 3:2   | Polska    | 25:17 | 20:25 | 25:22 | 22:25 | 15:11 | 480    | 6 |

3 dzień
| Data  | Godz. | Drużyna 1 | Wynik | Drużyna 2 | 1     | 2     | 3     | 4     | 5    | Widzów | * |
| ----- | ----- | --------- | ----- | --------- | ----- | ----- | ----- | ----- | ---- | ------ | - |
| 27.08 | 15:30 | Finlandia | 1:3   | Serbia    | 24:26 | 10:25 | 25:14 | 21:25 |      | 60     | 7 |
| 27.08 | 18:00 | Rosja     | 0:3   | Belgia    | 23:25 | 25:27 | 15:25 |       |      | 160    | 8 |
| 27.08 | 20:30 | Polska    | 3:2   | Włochy    | 21:25 | 18:25 | 25:20 | 25:19 | 15:6 | 800    | 9 |

4 dzień
| Data  | Godz. | Drużyna 1 | Wynik | Drużyna 2 | 1     | 2     | 3     | 4 | 5 | Widzów | *  |
| ----- | ----- | --------- | ----- | --------- | ----- | ----- | ----- | - | - | ------ | -- |
| 29.08 | 15:30 | Rosja     | 3:0   | Finlandia | 25:15 | 25:21 | 25:17 |   |   | 90     | 10 |
| 29.08 | 18:00 | Belgia    | 0:3   | Włochy    | 17:25 | 19:25 | 23:25 |   |   | 300    | 11 |
| 29.08 | 20:30 | Serbia    | 0:3   | Polska    | 21:25 | 16:25 | 22:25 |   |   | 700    | 12 |

5 dzień
| Data  | Godz. | Drużyna 1 | Wynik | Drużyna 2 | 1     | 2     | 3     | 4     | 5     | Widzów | *  |
| ----- | ----- | --------- | ----- | --------- | ----- | ----- | ----- | ----- | ----- | ------ | -- |
| 30.08 | 15:30 | Finlandia | 0:3   | Belgia    | 17:25 | 22:25 | 23:25 |       |       | 80     | 13 |
| 30.08 | 18:00 | Włochy    | 3:0   | Serbia    | 25:22 | 25:13 | 25:15 |       |       | 120    | 14 |
| 30.08 | 20:30 | Polska    | 2:3   | Rosja     | 23:25 | 28:26 | 17:25 | 25:16 | 13:15 | 1200   | 15 |

### Grupa II

#### Tabela
| Lp. | Drużyna   | Pkt | Mecze | Mecze | Mecze | Sety | Sety | Sety  | Małe punkty | Małe punkty | Małe punkty |
| Lp. | Drużyna   | Pkt | M     | W     | P     | wyg. | prz. | ratio | zdob.       | str.        | ratio       |
| --- | --------- | --- | ----- | ----- | ----- | ---- | ---- | ----- | ----------- | ----------- | ----------- |
| 1   | Hiszpania | 14  | 5     | 5 (1) | 0 (0) | 15   | 3    | 5.000 | 430         | 359         | 1.198       |
| 2   | Turcja    | 11  | 5     | 3 (0) | 2 (2) | 13   | 7    | 1.857 | 457         | 416         | 1.099       |
| 3   | Bułgaria  | 10  | 5     | 4 (2) | 1 (0) | 12   | 7    | 1.714 | 433         | 418         | 1.036       |
| 4   | Niemcy    | 5   | 5     | 2 (1) | 3 (0) | 7    | 12   | 0.583 | 398         | 421         | 0.945       |
| 5   | Grecja    | 5   | 5     | 1 (0) | 4 (2) | 8    | 13   | 0.615 | 443         | 473         | 0.937       |
| 6   | Dania     | 0   | 5     | 0 (0) | 5 (0) | 2    | 15   | 0.133 | 335         | 409         | 0.819       |

     awans do półfinału
     mecze o miejsca 5-8

#### Wyniki
1 dzień
| Data  | Godz. | Drużyna 1 | Wynik | Drużyna 2 | 1     | 2     | 3     | 4 | 5 | Widzów | * |
| ----- | ----- | --------- | ----- | --------- | ----- | ----- | ----- | - | - | ------ | - |
| 24.08 | 15:00 | Grecja    | 0:3   | Hiszpania | 25:27 | 20:25 | 17:25 |   |   | 100    | 1 |
| 24.08 | 17:30 | Niemcy    | 0:3   | Turcja    | 22:25 | 16:25 | 20:25 |   |   | 100    | 2 |
| 24.08 | 20:00 | Bułgaria  | 3:0   | Dania     | 25:23 | 25:19 | 25:21 |   |   | 300    | 3 |

2 dzień
| Data  | Godz. | Drużyna 1 | Wynik | Drużyna 2 | 1     | 2     | 3     | 4     | 5     | Widzów | * |
| ----- | ----- | --------- | ----- | --------- | ----- | ----- | ----- | ----- | ----- | ------ | - |
| 25.08 | 15:00 | Hiszpania | 3:1   | Niemcy    | 25:16 | 25:23 | 20:25 | 25:22 |       | 300    | 4 |
| 25.08 | 17:30 | Dania     | 0:3   | Turcja    | 16:25 | 17:25 | 16:25 |       |       | 500    | 5 |
| 25.08 | 20:00 | Bułgaria  | 3:2   | Grecja    | 20:25 | 25:19 | 25:23 | 23:25 | 15:11 | 100    | 6 |

3 dzień
| Data  | Godz. | Drużyna 1 | Wynik | Drużyna 2 | 1     | 2     | 3     | 4     | 5     | Widzów | * |
| ----- | ----- | --------- | ----- | --------- | ----- | ----- | ----- | ----- | ----- | ------ | - |
| 26.08 | 15:00 | Turcja    | 2:3   | Hiszpania | 22:25 | 13:25 | 25:23 | 25:20 | 13:15 | 200    | 7 |
| 26.08 | 17:30 | Grecja    | 3:1   | Dania     | 25:19 | 17:25 | 28:26 | 25:21 |       | 300    | 8 |
| 26.08 | 20:00 | Niemcy    | 0:3   | Bułgaria  | 19:25 | 23:25 | 19:25 |       |       | 50     | 9 |

4 dzień
| Data  | Godz. | Drużyna 1 | Wynik | Drużyna 2 | 1     | 2     | 3     | 4     | 5     | Widzów | *  |
| ----- | ----- | --------- | ----- | --------- | ----- | ----- | ----- | ----- | ----- | ------ | -- |
| 28.08 | 15:00 | Dania     | 0:3   | Hiszpania | 20:25 | 15:25 | 19:25 |       |       |        | 10 |
| 28.08 | 17:30 | Bułgaria  | 3:2   | Turcja    | 22:25 | 22:25 | 28:26 | 27:25 | 17:15 |        | 11 |
| 28.08 | 20:00 | Grecja    | 2:3   | Niemcy    | 20:25 | 25:19 | 25:20 | 17:25 | 11:15 | 100    | 12 |

5 dzień
| Data  | Godz. | Drużyna 1 | Wynik | Drużyna 2 | 1     | 2     | 3     | 4     | 5 | Widzów | *  |
| ----- | ----- | --------- | ----- | --------- | ----- | ----- | ----- | ----- | - | ------ | -- |
| 29.08 | 15:00 | Hiszpania | 3:0   | Bułgaria  | 25:16 | 25:23 | 25:20 |       |   | 100    | 13 |
| 29.08 | 17:30 | Turcja    | 3:1   | Grecja    | 25:20 | 25:18 | 18:25 | 25:22 |   | 150    | 14 |
| 29.08 | 20:00 | Niemcy    | 3:1   | Dania     | 25:12 | 25:19 | 22:25 | 25:14 |   | 250    | 15 |

## Faza pucharowa
Mecze o miejsca 5-8
| Data  | Godz. | Drużyna 1 | Wynik | Drużyna 2 | 1     | 2     | 3     | 4     | 5    | Widzów | * |
| ----- | ----- | --------- | ----- | --------- | ----- | ----- | ----- | ----- | ---- | ------ | - |
| 01.09 | 13:00 | Polska    | 3:1   | Niemcy    | 25:10 | 23:25 | 25:20 | 25:19 |      | 300    | 1 |
| 01.09 | 15:30 | Rosja     | 3:2   | Bułgaria  | 25:20 | 25:22 | 21:25 | 15:25 | 15:6 | 150    | 2 |

Mecz o 7. miejsce
| Data  | Godz. | Drużyna 1 | Wynik | Drużyna 2 | 1     | 2     | 3     | 4 | 5 | Widzów | * |
| ----- | ----- | --------- | ----- | --------- | ----- | ----- | ----- | - | - | ------ | - |
| 02.09 | 10:00 | Niemcy    | 0:3   | Bułgaria  | 16:25 | 16:25 | 22:25 |   |   | 60     | 3 |

Mecz o 5. miejsce
| Data  | Godz. | Drużyna 1 | Wynik | Drużyna 2 | 1     | 2     | 3     | 4     | 5 | Widzów | * |
| ----- | ----- | --------- | ----- | --------- | ----- | ----- | ----- | ----- | - | ------ | - |
| 02.09 | 12:30 | Polska    | 1:3   | Rosja     | 23:25 | 25:20 | 27:29 | 19:25 |   | 320    | 4 |

Półfinały
| Data  | Godz. | Drużyna 1 | Wynik | Drużyna 2 | 1     | 2     | 3     | 4     | 5 | Widzów | * |
| ----- | ----- | --------- | ----- | --------- | ----- | ----- | ----- | ----- | - | ------ | - |
| 01.09 | 18:00 | Włochy    | 3:1   | Turcja    | 25:14 | 23:25 | 25:22 | 25:20 |   | 230    | 5 |
| 01.09 | 20:30 | Belgia    | 1:3   | Hiszpania | 23:25 | 21:25 | 25:21 | 16:25 |   | 160    | 6 |

Mecz o 3. miejsce
| Data  | Godz. | Drużyna 1 | Wynik | Drużyna 2 | 1     | 2     | 3     | 4     | 5     | Widzów | * |
| ----- | ----- | --------- | ----- | --------- | ----- | ----- | ----- | ----- | ----- | ------ | - |
| 02.09 | 15:30 | Turcja    | 2:3   | Belgia    | 24:26 | 25:17 | 25:21 | 22:25 | 15:17 | 180    | 7 |

Finał
| Data  | Godz. | Drużyna 1 | Wynik | Drużyna 2 | 1     | 2     | 3     | 4     | 5 | Widzów | * |
| ----- | ----- | --------- | ----- | --------- | ----- | ----- | ----- | ----- | - | ------ | - |
| 02.09 | 18:00 | Włochy    | 3:1   | Hiszpania | 25:21 | 14:25 | 25:23 | 25:22 |   | 600    | 8 |

## Klasyfikacja końcowa
| Miejsce | Reprezentacja |
| ------- | ------------- |
|         | Włochy        |
|         | Hiszpania     |
|         | Belgia        |
| 4.      | Turcja        |
| 5.      | Rosja         |
| 6.      | Polska        |
| 7.      | Bułgaria      |
| 8.      | Niemcy        |
| 9.      | Grecja        |
| 10.     | Serbia        |
| 11.     | Finlandia     |
| 12.     | Dania         |

## Nagrody indywidualne
| MVP         | Najlepszy punktujący | Najlepszy atakujący | Najlepszy blokujący | Najlepszy zagrywający | Najlepszy rozgrywający | Najlepszy przyjmujący | Najlepszy libero |
| ----------- | -------------------- | ------------------- | ------------------- | --------------------- | ---------------------- | --------------------- | ---------------- |
| Sandro Caci | Andrés Villena       | Andrés Villena      | Iwan Diemakow       | Luca Borgogno         | Koen Thijs             | Baturalp Burak Güngör | Roberto Rivan    |